# ألينور تريسيري
ألينور تريسيري مواليد 17 فبراير 1975 في جنيف، هي لاعبة كرة مضرب سويسرية سابقة، اعتزلت اللعب في 2008. أعلى تصنيف لها في الفردي كان 286. أعلى تصنيف لها في الزوجي كان 203. مثلت الفريق السويسري في كأس فيد ووصلت للنهائي مرتين.

## روابط خارجية
- ألينور تريسيري على موقع رابطة محترفات التنس (الإنجليزية)
- ألينور تريسيري على موقع الاتحاد الدولي لكرة المضرب (الإنجليزية)
- ألينور تريسيري على موقع كأس بيلي جين كينغ (الإنجليزية)
- ألينور تريسيري على موقع خلاصة التنس.كوم (الإنجليزية)